# Résidence impériale
En histoire romaine, le terme de résidence impériale est utilisé pour désigner les lieux autres que la ville de Rome à partir desquels le pouvoir impérial s'exerce effectivement dans la période de l'Antiquité tardive, du règne de Dioclétien (284-305) à la chute de l'Empire romain d'Occident (476), notamment Milan, Trèves, Ravenne et surtout Constantinople, la nouvelle Rome. Après 476, Constantinople devient la capitale de l'Empire romain d'Orient, dit Empire byzantin.

Constantinople, fondée en 324 sur le site de Byzance, est dotée d'emblée d'un véritable palais impérial qui lui confère le statut de seconde capitale, et non de simple résidence impériale : son nom officiel, Nova Roma (« Nouvelle Rome ») est le symbole de cette importance voulue par l'empereur Constantin.

## Description
Ces lieux de pouvoir intermédiaires se multiplient lors des deux tétrarchies, alors que les multiples empereurs (augustes) et leurs césars successifs doivent se déployer aux confins des provinces romaines afin de faire face aux périls qui se multiplient à compter du IIIe siècle : les zones de conflit sont en Germanie à Trèves, à  Byzance (les Gètes sont en Dacie), à Carthage (les Berbères s'agitent).
Alors que l'architecture romaine se déployait uniformément dans les cités du monde latin sous l'égide de la Pax Romana, amenant forum, temples, thermes, aqueducs..., la présence de l'administration impériale dans la ville où se situe l'empereur ainsi que la direction de l'armée qu'il conduit amène des besoins impliquant la fondation d'édifices plus importants, voire des œuvres architecturales d'embellissement.
Il ne semble pas cependant que la cité devenue résidence impériale ait systématiquement construit un palais pour l'accueillir, hormis pour Constantinople, la Deuxième Rome.
En revanche, les grands cadres de l'administration impériale tels les comes sont bien présents et assistent l'auguste figure dans les décisions prises. L'éloignement de Rome contribue à affaiblir une fois de plus l'influence de la classe sénatoriale issue de la République.
Selon la durée de la présence de l'Empereur ou de son général en chef, la présence de la direction de l'armée romaine ou non, la cité de résidence peut temporairement être citée comme capitale ou capitale militaire.

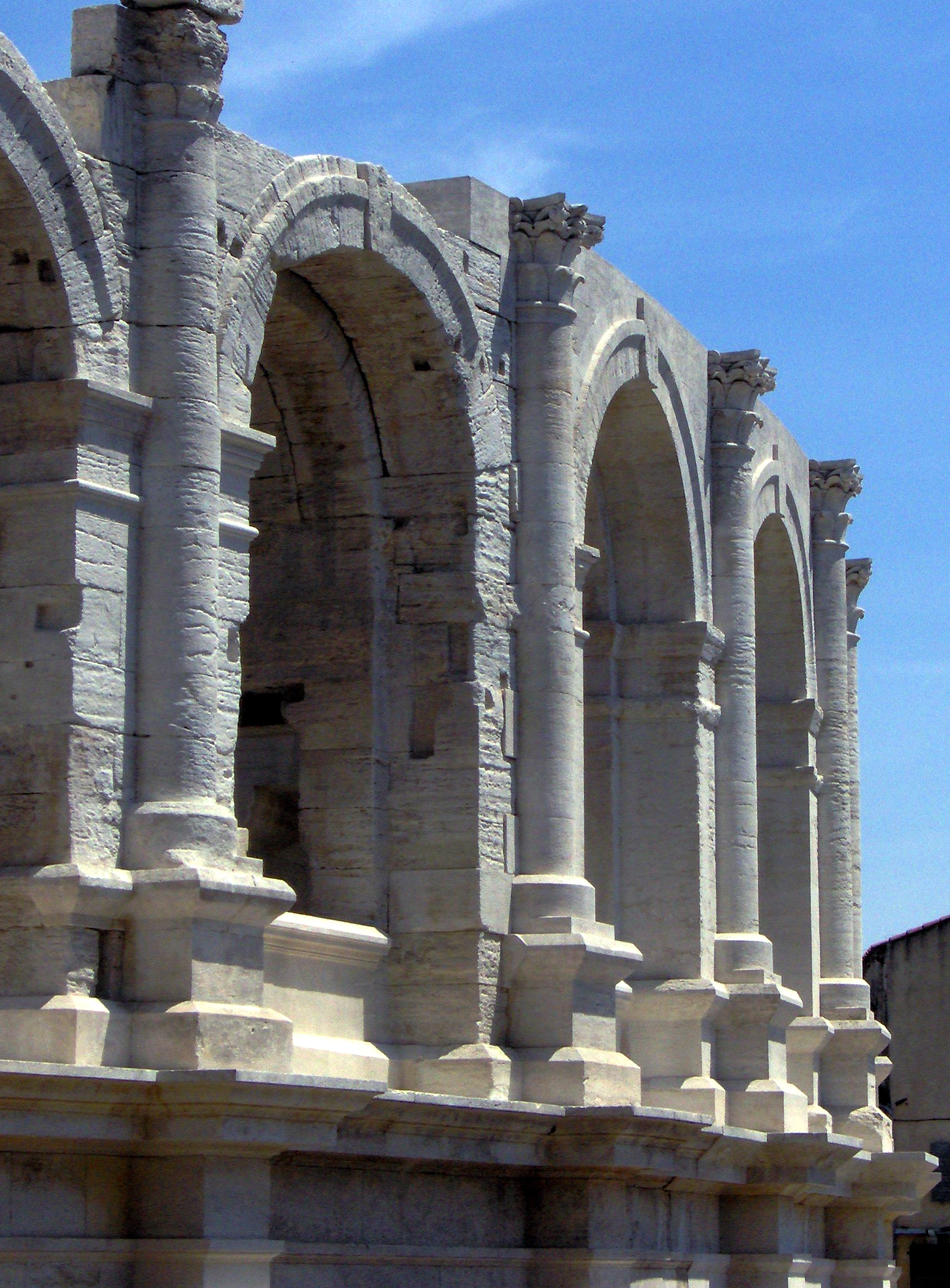
Arcs et colonnades de l'amphithéâtre romain d'Arles; durant le Haut Moyen Âge, il est transformé en lieu de défense compte tenu du climat d'insécurité ambiant.

Les ports sont appréciés puisqu'ils permettent le débarquement de troupes pour lancer des opérations, comme la fuite par navire de l'appareil politique en cas d'invasion.
Il est vraisemblable que le premier sac de Rome depuis huit siècles ait été possible dans la mesure où ces résidences impériales, largement passées dans les mœurs de la haute légistrature lorsqu'il se produisit en 410, avait modifié la perspective géostratégique des Empires au point de ne plus considérer Rome en son centre comme au cœur des préoccupations. L'armée d'Alaric se déplaça donc dans la péninsule Italique sans être stoppée, bivouaquant à plusieurs reprises devant les murailles de la Cité pour réclamer son dû.

## Chronologie des résidences impériales
Cette chronologie reste approximative, mais elle permet de faire un récapitulatif des résidences utilisées par les empereurs romains à partir de Dioclétien, qui est le premier à avoir officiellement choisi une ville autre que Rome pour gouverner.

### Règne de Dioclétien (284-305)
- 285 - 286 : Maximien, nommé co-empereur en 285, s'établit à Mayence pour lutter contre les bagaudes.
- 290 - 292 : Dioclétien combat les Sarmates depuis Sirmium.
- Période de la tétrarchie (293-305) :
  - Dioclétien : Nicomédie ou Antioche
  - Galère : Sirmium
  - Maximien : Milan
  - Constance Chlore : Trèves

### ConstantinIerempereur
- 313 - 314 : résidence de l'empereur Constantin Ier à Arles  : transfert des ateliers monétaires, conciles d'Arles.
- 316 : Constantin Ier quitte Trèves.
- 326 : Constantin Ier passe quelques mois à Aquilée avant de venir à Rome fêter ses vicennalia (« vingt ans de règne »).
- 326 - 327 : Il passe l'hiver à Sirmium pour surveiller les Sarmates.
- 327 : Il inspecte en fin d'année le Danube et s'établit pour l'hiver à Nicomédie.
- 329 : Constantin Ier passe encore l'hiver à Sirmium.
- 330 - 337 : Il établit sa capitale à Constantinople.

### Fils de Constantin
- 337 : À la mort de Constantin Ier, Constantin II est à Trèves, et Constance II à Antioche.
- 338 - 350 : Constance II s'installe à Antioche après être demeuré quelque temps à Césarée de Cappadoce ; dans la capitale de la Syrie il combat les Sassanides.
- Avant 340 : Constant Ier réside à Sirmium. Après la victoire sur son frère Constantin II il installe sa capitale à Milan.
- 351 : Constance II s'installe à Sirmium pour combattre Magnence. Il passe ensuite à Cibalae pour les opérations militaires contre l'usurpateur.
- 353 : Magnence vaincu, Constance II entre à Lyon puis fête ses vicennalia à Arles.
- 35 : Constance II s'installe à Milan.
- 357 : Il passe à Rome rapidement puis retourne à Sirmium.
- 360 : Constance II est à Constantinople, sa dernière résidence.

### Julien, césar en Gaule de 356 à 360, puis auguste
- 356 : Julien passe à l'hiver à Vienne.
- 357 : Il est à Strasbourg.
- 357 - 358 : Hiver à Lutèce.
- 358 - 359 : Hiver à Lutèce.
- 360 : Hiver à Vienne.
- 361 : Entrée à Constantinople.
- 362 : Installation à Antioche pour préparer l'expédition en Perse.

### Valentiniens
- 364 : Valentinien Ier et Valens passent quelque temps à Sirmium. Puis Valens s'installe à Constantinople, et son frère à Milan.
- 390 : Théodose transfère la résidence impériale à Arles.
- 395 : 
  - Constantinople, capitale de la zone orientale de l'Empire pour Arcadius
  - Rome pour l'Empire romain d'Occident puis Ravenne avant 455[2].
- 407 : transfert de la préfecture des Gaules de Trèves à Arles (certains indiquent 395, mais la date de 407 est plus partagée)
- lors du Sac de Rome de 410, l'Empereur vit à Ravenne.
- 458 puis 460 : Majorien s'installe à Arles.
- 475 à 480 : Julius Nepos s'installe à Salone, Rome et Ravenne étant occupées par l'usurpateur Romulus Augustule puis par Odoacre théoriquement en son nom.